# Lobivia chrysochete
Lobivia chrysochete ist eine Pflanzenart aus der Gattung Lobivia in der Familie der Kakteengewächse (Cactaceae). Das Artepitheton chrysochete leitet sich von den griechischen Worten chrysos für ‚Gold‘ sowie chaite für ‚langes Haar‘ ab und verweist auf gelbe borstige Bedornung der Art.

## Beschreibung
Lobivia chrysochete wächst einzeln oder bildet Gruppen. Die abgeflacht kugelförmigen bis kugelförmigen, grünen Triebe weisen Durchmesser von bis zu 25 Zentimetern auf. Es sind etwa 20 etwas schief versetzte Rippen vorhanden, die gehöckert sind. Die aus den Areolen entspringen gelben bis bräunlichen Dornen sind dünn und borstenartig. Die drei bis fünf Mitteldornen sind bis zu 8 Zentimeter lang. Die Anzahl der Randdornen beträgt bis zu annähernd 30.
Die breit und kurz trichterförmigen Blüten sind glänzend orange bis rot und besitzen einen weißlichen Schlund. Die Blüten erreichen Durchmesser von 2,5 bis 4 Zentimeter.

## Verbreitung, Systematik und Gefährdung
Lobivia chrysochete ist in den bolivianischen Departamentos Chuquisaca, Tarija und möglicherweise Potosí sowie den argentinischen Provinzen Jujuy und Salta in Höhenlagen von 2500 bis 4000 Metern verbreitet.
Die Erstbeschreibung durch Erich Werdermann wurde 1936 veröffentlicht. Wilhelm Wessner stellte die Art 1938 in die Gattung Lobivia.
In der Roten Liste gefährdeter Arten der IUCN wird die Art als „Least Concern (LC)“, d. h. als nicht gefährdet geführt.

## Nachweise